# Температурний градієнт (геофізика)
Температурний градієнт (рос. температурный градиент; англ. temperature (thermal) gradient; нім. Temperaturgradient m) — відношення приросту температури надр Землі до приросту глибини. Температурний градієнт показує, на скільки зростає температура надр при заглибленні на 1 м (іноді на 100 м). Т.ґ. у середньому становить 0,02-0,03 К/м. Температурний градієнт сильно залежить від географічного місця. Так, у породах Українського щита геотермічний ґрадієнт досить малий: 0,010 — 0,015 К/м, а в Ставропольскому краї високий — 0,032 — 0,067 К/м, а по нафтових свердловинах Краснодарського краю температурний градієнт має проміжне значення — 0,020 — 0,046 К/м. Інколи тепловий потік має суттєво радіогенне походження, наприклад, такий потік зафіксований при бурінні Кольської надглибокої свердловини. Для неї температурний градієнт до глибини 6 км в середньому становив 0,016 К/м, а глибше — 0,02 К/м.